# Соєр (Оклахома)
Соєр (англ. Sawyer) — місто (англ. town) в США, в окрузі Чокто штату Оклахома. Населення — 340 осіб (2020).

## Географія
Соєр розташований за координатами 34°1′7″ пн. ш. 95°22′42″ зх. д. / 34.01861° пн. ш. 95.37833° зх. д. (34.018490, -95.378466).  За даними Бюро перепису населення США в 2010 році місто мало площу 22,70 км², з яких 22,44 км² — суходіл та 0,26 км² — водойми.

## Демографія
Згідно з переписом 2010 року, у місті мешкала 321 особа в 126 домогосподарствах у складі 88 родин. Густота населення становила 14 особи/км².  Було 164 помешкання (7/км²).
Расовий склад населення:
| - 78,5 % — білих - 16,2 % — корінних американців - 0,3 % — чорних або афроамериканців |

До двох чи більше рас належало 5,0 %. Частка іспаномовних становила 2,2 % від усіх жителів.
За віковим діапазоном населення розподілялося таким чином: 26,2 % — особи молодші 18 років, 56,4 % — особи у віці 18—64 років, 17,4 % — особи у віці 65 років та старші. Медіана віку мешканця становила 43,4 року. На 100 осіб жіночої статі у місті припадало 100,6 чоловіків;  на 100 жінок у віці від 18 років та старших — 102,6 чоловіків також старших 18 років.
Середній дохід на одне домашнє господарство  становив 43 887 доларів США (медіана — 35 000), а середній дохід на одну сім'ю — 56 636 доларів (медіана — 49 375). Медіана доходів становила 40 417 доларів для чоловіків та 26 250 доларів для жінок. За межею бідності перебувало 24,4 % осіб, у тому числі 27,0 % дітей у віці до 18 років та 16,1 % осіб у віці 65 років та старших.
Цивільне працевлаштоване населення становило 129 осіб. Основні галузі зайнятості: освіта, охорона здоров'я та соціальна допомога — 28,7 %, транспорт — 14,0 %, мистецтво, розваги та відпочинок — 10,9 %.